# Silvia Kempin
Silvia Kempin (* 27. Januar 1955 in Duisburg als Silvia Käwel) ist eine ehemalige deutsche Hürdenläuferin, die sich auf die 100-Meter-Distanz spezialisiert hatte.
1978 gewann sie bei den Halleneuropameisterschaften in Mailand Bronze über 60 Meter Hürden und erreichte bei den Europameisterschaften in Prag den Zwischenlauf.
Bei den Halleneuropameisterschaften 1981 in Grenoble wurde sie Vierte über 50 Meter Hürden.
Sechsmal wurde sie Deutsche Meisterin (1975–1978, 1980, 1981) und einmal Vizemeisterin (1979). In der Halle wurde sie über 50 bzw. 60 Meter Hürden viermal Deutsche Meisterin (1974, 1975, 1978, 1981) und zweimal Vizemeisterin (1979, 1980).
Silvia Kempin startete für den TuS 04 Leverkusen.

## Persönliche Bestzeiten
- 50 m Hürden (Halle): 6,83 s, 21. Februar 1981, Grenoble
- 60 m Hürden (Halle): 8,06 s, 11. März 1978, Mailand
- 100 m Hürden: 13,06 s, 10. Juni 1979, Fürth (handgestoppt: 12,9 s, 30. August 1976, Leverkusen)